# Euhelopus
Genre
Espèce
Euhelopus est un genre de dinosaure sauropode ayant vécu en Asie au début du Crétacé, il y a entre 130 et 112 millions d'années (étage Barrémien ou Aptien). Il vivait dans ce qui est maintenant la province du Shandong en Chine. Grand herbivore, il pesait environ entre 15 et 20 tonnes et mesurait 15 m de long. Contrairement à la plupart des autres sauropodes, Euhelopus avait les pattes antérieures plus longues que les pattes postérieures.

## Découverte et espèces

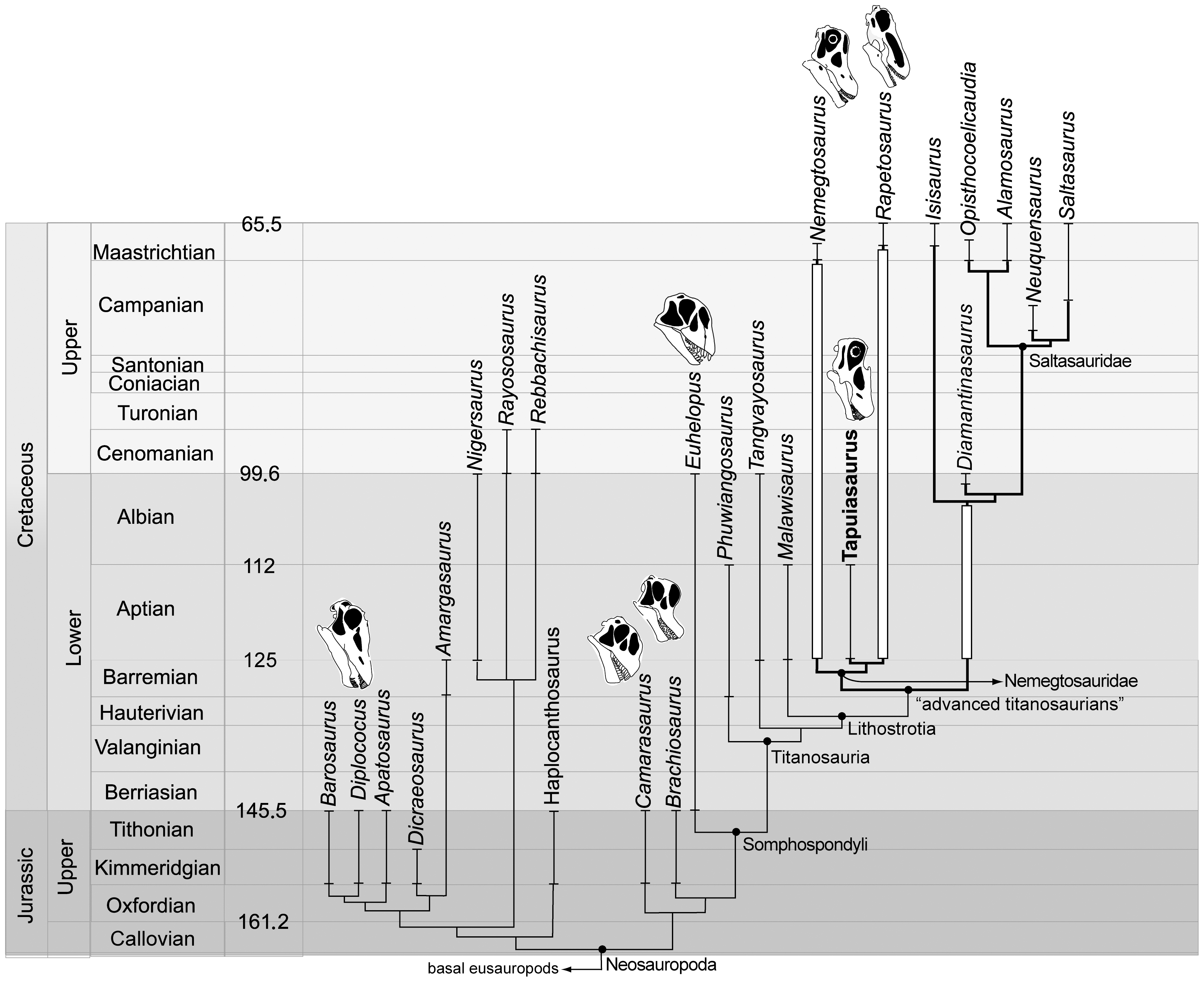
Cladogramme montrant la position d’Euhelopus dans les Neosauropoda.

Il a été initialement nommé Helopus, ce qui signifie « marche dans les marais » par Carl Wiman en 1929, mais ce nom appartenait déjà à un genre d'oiseau. Il a été rebaptisé Euhelopus en 1956 par Romer. Il existe un genre de plantes avec le même nom. Toutefois, un même nom de genre d'un monde biologique est autorisé s'il s'agit d'un genre d'un autre règne et le nom Euhelopus a été autorisé. L'espèce type est Euhelopus zdanskyi.
Euhelopus est connu à partir d'un squelette partiel composé de la plupart des vertèbres cervicales et du reste de la colonne vertébrale et d'un crâne auquel il manquait les dents. Le matériau type se trouve au musée paléontologique de l'Université d'Uppsala, à Uppsala, en Suède.